# Que je t'aime (chanson)
Cet article concerne la chanson de Johnny Hallyday. Pour son album, voir Que je t'aime.
Singles de Johnny Hallyday
Je suis né dans la rue
(1969) Ceux que l'amour a blessé
(1970)
Que je t'aime est une chanson de Johnny Hallyday écrite par le parolier Gilles Thibaut et le compositeur Jean Renard. Sortie en 1969, elle s'inscrit parmi les plus grands succès du chanteur, demeure l'une des chansons favorites du public et compte parmi celles qu'Hallyday a le plus souvent inscrites à son tour de chant.

## Histoire
Le texte de Que je t'aime est écrit en une nuit par Gilles Thibaut, qui amoureux, transcrit son ressenti. Quelque temps plus tard, Johnny Hallyday remet au compositeur Jean Renard plusieurs textes de chansons, Que je t'aime et Ceux que l'amour a blessés (également écrit par Thibaut), sont dans l'ensemble. Le chanteur qui prépare une émission avec les  Carpentier et surtout sa rentrée au Palais des sports de Paris, est à la recherche d'un titre fort : « Tu verras c'est un truc qui parle d'amour » recommande Johnny à Jean Renard. Le hasard veut que le musicien découvre le texte de Ceux que l'amour a blessés avant celui de Que je t'aime, aussi c'est sur d'autres mots qu'il compose ce qui (finalement) devient la musique de Que je t'aime. Jean Renard, dans un état d'esprit à l'opposé de celui de l'auteur du fait d'une période sentimentale difficile, compose une musique plutôt nostalgique. À l'écoute le chanteur n'aime guère la tonalité qu'il juge trop haute et révèle sa méprise quant à la chanson au compositeur. Jean Renard apporte quelques modifications à sa composition cette fois sur les « bonnes paroles » (Ceux que l'amour a blessés est enregistré l'année suivante sur une autre composition du musicien).
Initialement, Gilles Thibaut a écrit les « Que je t'aime » au début de chaque couplet (« Que je t'aime, Quand tes cheveux s’étalent, Comme un soleil d’été [...] Que je t'aime, Quand ton premier soupir, Se finit dans un cri [...] »), huit au total, tous regroupés en un refrain à la demande de Johnny Hallyday afin de donner plus de force à la chanson, ce qui interroge alors le compositeur... la suite lui a donné raison reconnait-il.
Que je t'aime est créé à la scène lors du  spectacle de Johnny Hallyday au Palais des sports du 26 avril au 4 mai 1969.
Quelques jours plus tôt, le 20 avril, le chanteur l'a pour la première fois interprétée à la radio, sur Europe no 1, dans une version piano-voix et les téléspectateurs la découvrent lors de la diffusion, le 7 mai, du Show Smet sur la première chaîne de l'ORTF.
Le succès est immédiat et le titre est l'un des moments forts du spectacle et de la tournée d'été qui suit. Une tournée durant laquelle le chanteur bat des records d'affluence et, où Que je t'aime provoque de véritables scènes d'hystérie ainsi que de nombreux évanouissements. Le tour de chant achevé, Johnny Hallyday est très souvent évacué en car de police pour échapper à l'enthousiasme des fans.
Pour l'heure, Que je t'aime n'est pas même enregistré en studio et c'est accompagné par l'orchestre et sur des arrangements de Jean-Claude Vannier, que les sessions d'enregistrements débutent au studio Polydor le 29 avril et se poursuivent les 6 et 14 mai, (durant ces mêmes séances, il grave également Deux amis pour un amour, diffusé l'année suivante - album Vie). Le titre sort en 45 tours le 23 juin et en super 45 tours le 4 août.
Que je t'aime demeure l'un des sommets de la carrière du chanteur, à son propos, a posteriori, Johnny Hallyday déclare : « C'est une chanson qui a été appréciée par tous les publics, que ce soit celui du rock ou celui de la variété. [...] Depuis, j'ai demandé plusieurs fois [aux auteurs, Gilles Thibaut et Jean Renard], de me retrouver une autre chanson dans cet esprit, mais ils n'y sont jamais véritablement parvenus ! »  

### Les versions de 1982 et 1987
En 1982, Johnny sort une nouvelle version studio de Que je t'aime sur des arrangements différents. L'enregistrement, réalisé par Pierre Billon, a lieu le 20 novembre 1981. Au cours de la même séance, Hallyday revisite trois autres de ses plus grands succès : Le Pénitencier, Noir c'est noir et La Musique que j'aime.
Cette nouvelle version sort en 45 tours le 21 janvier 1982 et aussi d'une façon plus confidentielle en Maxi 45 tours.
En 1987, Johnny Hallyday se produit pour la première fois à Bercy. Michel Berger assure la mise en scène du show et les arrangements musicaux des titres. Que je t'aime compte parmi les anciennes chansons inscrites au programme. Johnny ne l'a plus chantée sur une scène parisienne depuis son spectacle au Palais des sports de Paris en 1976. Michel Berger revisite totalement l'habillage musical de la chanson et cette nouvelle version est diffusée en single au printemps 1988. Dix-neuf ans après, Que je t'aime est pour la seconde fois un hit.

## Réception
No 1 des ventes durant 16 semaines, le titre s’écoule à plus de 700 000 exemplaires en France, devenant la meilleure vente de singles de l’année 1969. La version italienne sera également no 1 en Italie.
En 1988, la version live enregistré à Bercy, reste 13 semaines au top 50, où elle atteint la 31e place. 

## Classements
| Classement (1969-1970)                  | Meilleure position |
| --------------------------------------- | ------------------ |
| Belgique (Wallonie Ultratop 50 Singles) | 1                  |
| Espagne                                 | 17                 |
| France (IFOP)                           | 1                  |
| Italie (Musica e dischi)                | 1                  |
| Pays-Bas (Nederlandse Tipparade)        | 42                 |
| Turquie                                 | 4                  |

| Classement (2000-2017)       | Meilleure position |
| ---------------------------- | ------------------ |
| France (SNEP)                | 27                 |
| Suisse (Schweizer Hitparade) | 35                 |

| Classement (1969) | Position |
| ----------------- | -------- |
| France (IFOP)     | 1        |

## Discographie
Que je t'aime, en 1969, sort en vinyle sous différents formats :
- Le 23 juin en 45 tours 2 titres - Philips 370599 - Voyage au pays des vivants (face B).
- Le 4 août en Super 45 tours (EP) - Philips 437480 - Voyage au pays des vivants, Je suis né dans la rue, Viens.
- En novembre le cinquième Album live de Johnny, (enregistré au Palais des sports de Paris) est nommé Que je t'aime (la version de Que je t'aime est ici en faux live).
- La même année, Johnny Hallyday enregistre une version italienne, Quanto ti amo, adaptée par l'auteur-compositeur-interprète italien Bruno Lauzi ; un 45 tours est diffusé (avec en face B Io ti voglio - adaptation italienne de Je te veux). (Voir également l'album In italiano de 1976).

- En 1973, une version en japonais sort en 45 tours au Japon : disque Philips SFL 1788, (il comporte en face B la version originale de la chanson Le Pénitencier, enregistrée en 1964).

### 1982
- 45 tours Philips  6010471 : Le Pénitencier - Que je t'aime (version 82).
- Maxi 45 tours « spécial Club » réf. Philips 6863175 hors-commerce[32].
- Une version en espagnol, intitulée Yo Te Amo est également enregistrée et sort en Espagne sur l'album Black es noir.

### 1988
- 45 tours Philips 870386-7 : Que je t'aime - Le Chanteur abandonné (versions Bercy 1987).
- CDS 3 titres Philips 870386-2 : Que je t'aime - Le Chanteur abandonné - Encore (versions Bercy 1987).
- Maxi 45 tours hors-commerce Philips 6863355 : Que je t'aime (version 1969) - Que je t'aime (version Bercy 1987).

### 1990
- 45 tours Philips hors commerce 1303[33],[34] : Que je t'aime (version live Bercy 87) - Adeline (version studio)[Note 2].

### Discographie live
- 1969 : Que je t'aime (Palais des sports 1969)
- 1969 : Johnny Live Port Barcarès 1969 (sortie posthume en 2020)
- 1970 : Johnny Hallyday live Cambrai 4 sept. 1970 (resté inédit jusqu'en 2022, sortie posthume)
- 1971 : Live at the Palais des sports
- 1972 : Olympia 1972 (inédit jusqu'en 2019)
- 1972 : Johnny Circus été 1972 (resté inédit jusqu'en 2022, sortie posthume)
- 1973 : Live Olympia 1973 (album resté inédit jusqu'en 2012)
- 1976 : Johnny Hallyday Story - Palais des sports
- 1988 : Johnny à Bercy
- 1988 : Live at Montreux 1988 (album resté inédit jusqu'en 2008)
- 1992 : Bercy 92
- 1993 : Parc des Princes 1993
- 1996 : Live at the Aladdin Theatre (album resté inédit jusqu'en 2003)
- 1998 : Stade de France 98 Johnny allume le feu
- 2000 : 100 % Johnny : Live à la tour Eiffel - Olympia 2000 - Happy Birthday Live - Parc de Sceaux 15.06.2000 (inédit jusqu'en 2020)
- 2003 : Parc des Princes 2003
- 2003 : Hallyday Bercy 2003 (sortie posthume en 2020)
- 2006 : Flashback Tour : Palais des sports 2006
- 2009 : Tour 66 : Stade de France 2009
- 2013 : On Stage et Born Rocker Tour
- 2014 : Son rêve américain - Live au Beacon Theatre de New-York 2014 (sortie posthume en 2020)
- 2016 : Rester Vivant Tour

## Autour de la chanson
Chansons écrites par Gilles Thibaut et Jean Renard pour Johnny Hallyday :
- 1968 : Entre mes mains (album Rêve et amour)
- 1969 : Caché derrière mes poings (album live Que je t'aime)
- 1970 : Ceux que l'amour a blessé (45 tours) - Au nord des îles de Shetland (titre resté inédit jusqu'en 1993)
- 1973 : Comme un corbeau blanc (album Insolitudes)
- 1974 : Sables mouvants (titre resté inédit jusqu'en 2012)
- 1979 : L'ange aux yeux de laser - Moi je t'aime (album live Pavillon de Paris : Porte de Pantin)

### Reprises et adaptations
- 1969 en italien par Wess sous le nom Quanto t'amo
- 1984 par Hervé Vilard sur l'album Les chansons que j'aime[35].
- 1996 par Sylvain Cossette sur l'album Blanc
- Shirley et Dino ont interprété une reprise de la chanson sous le nom Que te quiero, pour une émission hommage aux Chico & The Gypsies dans Le Plus Grand Cabaret du monde[36].
- 2009 par Didier Super
- 2012 par Camille (album live Ilo Lympia)
- 2015 par Lisa Marie Simmons et Bartholomew Simmons dans Sibling Rivarly: Le Film développée par Celador International Multimedia Factory.
- En 2017, quelques jours après la mort de Johnny Hallyday, Mariah Carey en concert à Bercy, interprète en hommage au chanteur Que je t'aime[37]. Cette même année et précédemment, Amel Bent l'enregistre pour l'album de reprises On a tous quelque chose de Johnny.
- Sylvie Vartan reprend Que je t'aime, en 2018, sur l'album Avec toi.
- Francky Vincent reprend la chanson en 2018 sur l'album Le binôme du siècle.

### Dans la culture populaire
C'est à partir de cette chanson que certains humoristes et imitateurs français ont attribué au chanteur un tic de langage - inventé - qui consiste à faire commencer chacune de ses phrases par « Ah que... ». Les Guignols de l'info notamment, sur la chaîne de télévision Canal+, sont les inventeurs des formules « Ah que coucou ! » et « Ah que Johnny... », régulièrement prononcées par sa marionnette.
- 2001-2004 : Dans Caméra Café, le personnage d'Yvan Le Bolloc'h, fan absolu du chanteur, chante quelquefois fois la chanson dans les couloirs dans quelques épisodes.
- 2003 : Wanted de Brad Mirman : dans une scène, les personnages interprétés par Johnny Hallyday et Renaud se disputent sur le choix de la station de radio ; l'un mettant celle qui diffuse Que je t'aime, l'autre (coupant court), passant sur la station qui joue Dès que le vent soufflera.
- 2004 : Comme une image d'Agnès Jaoui : dans la bande originale, reprise au piano et en voix par les choristes.
- 2014 : Zouzou de Blandine Lenoir : chantée a cappella par un des acteurs.
- Dans la dernière scène du film La Ch'tite Famille sorti en 2018, Pierre Richard interprète la chanson en ch'ti pour Line Renaud dans une version rebaptisée Que j'te ker[39].